# Johann Martin Schamelius

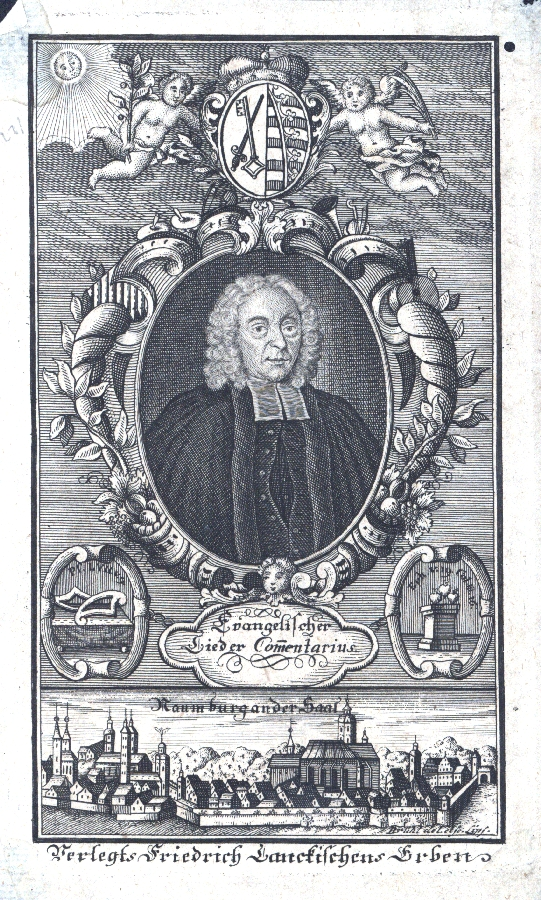
Bildnis Johann Martin Schamelius mit Ansicht von Naumburg (ca. 1710)

Johann Martin Schamelius (auch Schamel) (* 5. Juni 1668 in Meuselwitz; † 27. März 1742 in Naumburg (Saale)) war ein deutscher evangelischer Theologe.

## Leben
Er war der Sohn des Meuselwitzer Pfarrers Martin Schamelius (1619–1679). Dessen Bruder Gottfried Schamelius (1617–1679) wirkte ebenfalls als Pfarrer in Lucka. Im Alter von fünf kam er zu seinem mütterlichen Großvater, dem Rathsherrn Moßdorf nach Naumburg, um da die Schule zu besuchen. Im Jahre 1686 begann er an der Universität Leipzig zu studieren, wo er 1689 Magister wurde und später Vorlesungen hielt. Von 1691 bis 1694 und von 1694 bis 1702 wirkte er als Informator in Augsburg bzw. Freyburg. Er ging 1702 nach Halle, um sein Studium nochmals aufzunehmen und Vorlesungen von August Hermann Francke und Johann Anastasius Freylinghausen zu hören.
Im Jahre 1703 wurde er Diakon an der Wenzelskirche in Naumburg und übte ab 1707 das Amt eines Adjunkten des Oberpfarrers aus, bevor er 1708 dort Oberpfarrer und zugleich Scholarch wurde. Dieses Amt übte er bis zu seinem Tode aus. Aus der Zeit um 1712 ist noch ein Disput mit dem damaligen Naumburger Bürgermeister Johann Christoph Frauendorff bezüglich religiöser Fragen aktenkundig.
Schamelius ist als Verfasser hymnologischer (z. B. eines Evangelischen Lieder-Commentarius, 1724) und kirchengeschichtlicher Werke (z. B. Geschichte der Klöster um Naumburg) in Erscheinung getreten. Sein 1720 in vierter Auflage erschienenes Naumburger Gesangbuch enthielt auch fünf eigene Dichtungen, von denen Ich danke Gott in Ewigkeit noch bis ins 19. Jahrhundert in Gesangbüchern abgedruckt wurde.
Sein Sohn Martin Schamel (1710–1780) war ab 1756 Archivkanzlist in Weimar und ab 1761 ebenda Geheimer Archiv-Registrator.
Eine Biographie Schamels hat 1743 sein Schwiegersohn Johann Christian Stemler verfasst.

## Schriften (Auswahl)

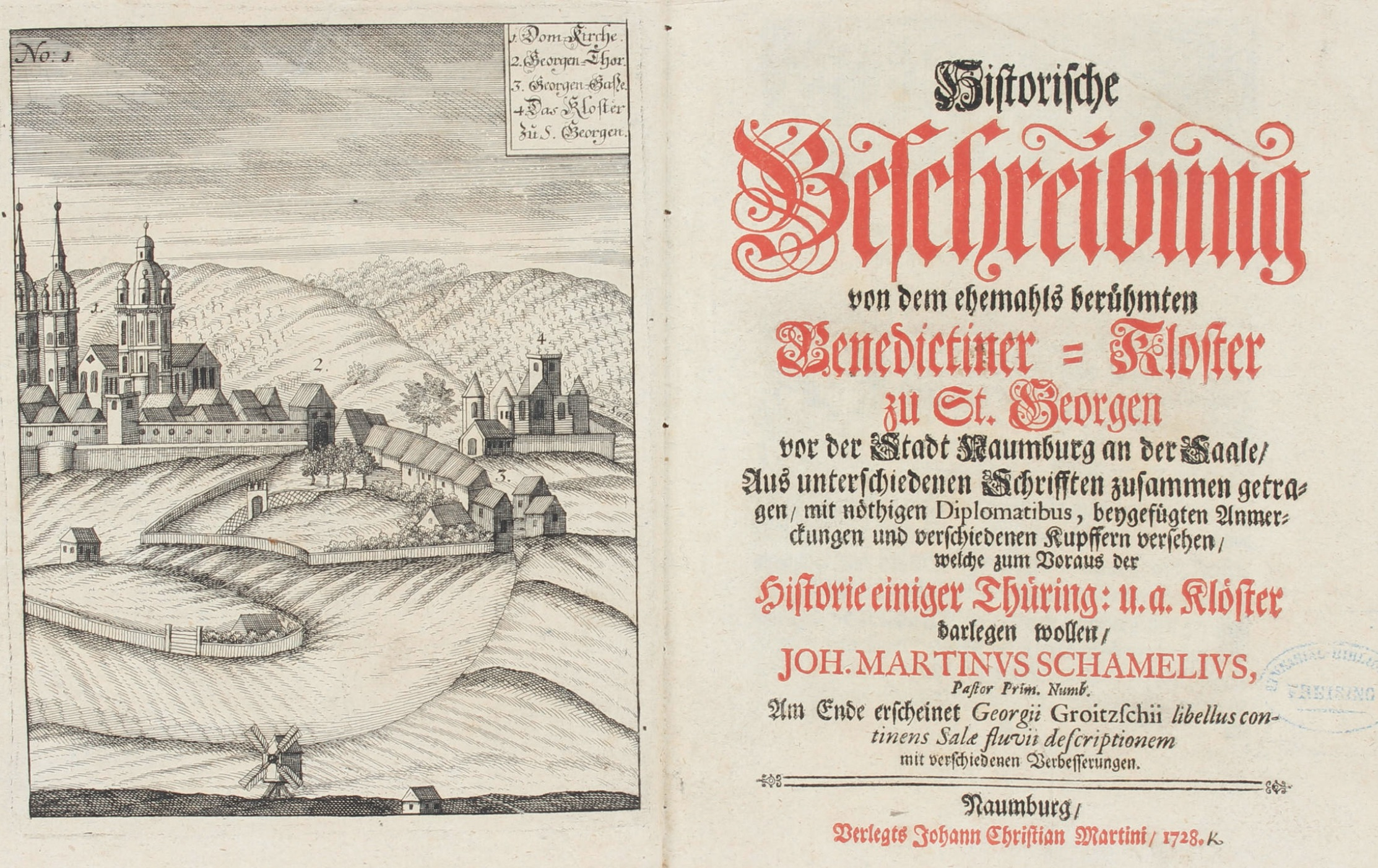
Deckblatt der Beschreibung des Klosters St. Georgen in Naumburg von Johann Martin Schamelius (1728) mit der Abbildung des Klosters rechts und links des Naumburger Domes

- Vindiciae Cantionum S. Ecclesiae Evangelicae, d. i. Theologische Rettung und Beantwortung unterschiedener Schwerscheinenden Stellen und Redens-Arten der Evangelischen öffentlichen Kirchen-Gesänge. Lanck, Leipzig, 1712.
- Der wohlbedachte Petri Pauli Tag, Welchen Bey Jähriger Gedächtniß Des im verwichenen 1714 Jahr durch das Verwarlosete Pulver verursachten Unglücks In der alten Bischofflichen und Handels-Stadt Naumburg : Nach Inhalt des ordentlichen Evangelii Frembden und Einheimischen In Gottgeheiligter Andacht. Lanck, Leipzig, 1715.
- Eine Predigt von den Spitz-Buben und der mörderlichen eigenmächtigen Verfolgung derselbigen auf öff. Messen ... als einer unerkannten Sünde. Leipzig, 1715.
- Lateinische Sprichwörter und Maximen, welche zum Deckel der Sünde oder gemeiner Irthümer vorgeschützet werden. Lanck, Leipzig, 1716.
- Naumburgisches Gesang-Buch, bestehend vornemlich Aus denen Alten Lutherischen Kern- und Kirchen- wie auch vielen neuen Liedern ..., Nebst angehängten Kirchen-Gebeten Boßögel, Naumburg, 1712.
- Die Entschuldigung der weltüblichen Täntze, aus Matth 11, 16-17 in einer Wochenpredigt. Lanck, Leipzig, 1719.
- Naumburgisches glossiretes Gesang-Buch bestehend vornemlich Aus denen Alten Kern- und Kirchen- wie auch vielen Neuen Liedern. Boßögel, Naumburg, 1720.
- Evangelischer Lieder-Commentarius, Worinnen Das Glossirete Naumburgische Gesang-Buch weiter ausgeführet und verbessert wird, Und vornehmlich Die Alten Kirchen- und Kern-Lieder, mit nothwendigen beydes zur Lieder-Historie, als Verstand des Textes gehörigen Anmerckungen versehen werden, Davon die Vorrede handelt: Dabey erscheinet Der Abdruck des allerersten Gesang-Buchs Lutheri ... Und leget solchen hiemit zur Ehre Gottes und zu der Kirchen Gebrauch von neuen dar Joh. Martinus Schamelius, Past. Prim. zu Naumburg. Lanck, Leipzig, 1724.
- Numburgum literatum, in quo viros, quos vel protulit Numburgum, urbs ad Salam episcopalis, vel fovit ac aluit, eruditione aut scriptis praestantes, secundum seriem breviter recenset Lanck, Leipzig, 1727.
- Historische Beschreibung von dem ehemals berühmten Benedictiner-Kloster zu St. Georgen vor der Stadt Naumburg an der Saale. Martini, Naumburg, 1728.
- Kurtze historische Beschreibung von dem ehemahligen Kloster zu St. Moritz vor der Stadt Naumburg. Martini, Naumburg, 1729.
- Historische Beschreibung des vormals berühmten Benedictiner-Klosters zu Memleben. Martini, Naumburg, 1729.
- Historische Beschreibung der vormal. vornehmen Abtey und Benedictiner-Klosters auf dem Petersberge bey Saalfeld. Martini, Naumburg, 1729.
- Historische Beschreibung des alten Benedictiner-Klosters zu Oldisleben an der Unstrut : und als in einem Anhang zugleich Nachricht von dem ehemaligen Cistercienßer-Kloster Sittichenbach wie auch dem Nonnen-Kloster Scheiplitz gegeben wird. Martini, Naumburg, 1730.
- Chronologia Abbatum Bosaugiensium, Oder Verzeichnüs Derer vormals in dem berühmten Benedictiner Klosters Bosau bey Zeitz, gelebten Aebte. Grießbach, Naumburg, 1731.
- Historische Beschreibung des alten zwischen Naumburg und Weissenfels gelegenen Benedictiner Closters Gosegk. Martini, Naumburg, 1732.
- Supplementa und Anhang zu der Historie des ehemahligen Benedictiner Klosters Bosau bey Zeitz. Griessbach, Zeitz und Naumburg, 1732.